# Protecta
Protecta  è una rivista italiana a carattere ambientale, tecnico-scientifico, economico, culturale e naturalistico nata nel 1987.
Pubblicata dal gruppo editoriale Ecoedizioni Internazionali, la rivista Protecta, che nel 2016 ha compiuto trent'anni, è stampata in roto offset su carta patinata, con una foliazione che va dalle 96 alle 160 pagine, a seconda che i numeri siano ordinari o a carattere monotematico, e con una tiratura che oscilla tra le 35 000 e le 150 000 copie. Pubblicata ininterrottamente dal 1986, dal 2009 esiste anche la testata giornalistica PROTECTAweb, autonoma rispetto alla rivista cartacea Protecta dove vengono inseriti in e-book i soli numeri monografici e non quelli ordinari. Protecta è catalogata nel MIUR | CINECA.

## Storia
Il numero zero fu stampato a ottobre del 1986, mentre la pubblicazione iniziò regolarmente nel 1987 sotto la direzione di Rocco Colomba che rimase alla guida del mensile per il resto della sua vita.
La rivista, inizialmente sottotitolata «Protezione Civile Ecologia Ambiente», a partire dal 1996 è sottotitolata «Ambiente Tecnologia Sviluppo Sostenibile».

## Linea editoriale
La rivista Protecta tratta una grande varietà di temi :
- economia : petrolio[1], Protecta, 2009, * economia : petrolio[2], settore automotive[3],
- scenari energetici :  energia alternativa e fonti rinnovabili[4]
- cambiamenti climatici : emissioni di gas serra[5],[6]
- ecologia : inquinamento[7]
- trasporti : veicoli elettrici[8],
- architettura sostenibile : green building[9]
- ciclo di vita dei prodotti : Analisi del ciclo di vita[10]

## Contenuti
La testata, a 'Impatto Zero', ha beneficiato nel corso degli anni del Patrocinio dei Ministeri delle Infrastrutture, delle Politiche Agricole e Forestali, dei Trasporti, dello Sviluppo Economico, della Presidenza del Consiglio dei Ministri (Ministro per i Rapporti con le Regioni) dell'Ambiente e della Tutela del Territorio e del Mare.
Tra gli autori istituzionali e personalità che vi hanno contribuito figurano i nomi internazionali di:
- Jacques Barrot
- Edward Chaplin
- Stavros Dimas
- Jacques Diouf
- Ahmed Djoghlaf
- Al Gore
- Ban Ki-moon
- Kōichirō Matsuura
- Elliot Morley
- Barack Obama
- Rajendra Kumar Pachauri
- Shivaji Pandey
- José Sócrates
- Achim Steiner

e quelli italiani di:
- Gianni Alemanno
- Pier Luigi Bersani
- Alessandro Bianchi
- Willer Bordon
- Corrado Clini
- Paolo De Castro
- Antonio Di Pietro
- Ferruccio Fazio
- Rosa M. Filippini
- Maria Stella Gelmini
- Bartolomeo Giachino
- Giancarlo Galan
- Pietro Lunardi
- Antonio Marzano
- Altero Matteoli
- Guido Possa
- Ermete Realacci
- Carlo Ripa di Meana
- Edo Ronchi
- Carlo Rubbia
- Stefano Saglia
- Alfonso Pecoraro Scanio
- Stefania Prestigiacomo
- Claudio Scajola
- Bruno Tabacci
- Luca Zaia
- Antonino Zichichi

## Riconoscimenti
Nell'ambito del concorso "Italia in Classe A -  Premio Energia Intelligente", indetto dal Ministero dello Sviluppo economico e dall'ENEA, la rivista Protecta è stata premiata con un riconoscimento speciale per "la competenza e la capacità di approfondimento nel trattare i temi e Ie tecnologie dell'efficienza energetica". Il premio è stato consegnato dal Vice Ministro dello Sviluppo economico Teresa Bellanova e dal presidente dell'ENEA Federico Testa al Direttore Responsabile della testata Tony Colomba.